# 귀족정
귀족정(貴族政, 영어: Aristocracy)은 혈통·문벌·재산 등에 의해서 특권이 인정된 귀족이라고 불리는 소수가 지배하는 정치이다. 귀족 전원이 참가하는 직접귀족정과 일부만이 참가하는 간접귀족정이 있다.

## 참고 자료
- 이 문서에는 다음커뮤니케이션(현 카카오)에서 GFDL 또는 CC-SA 라이선스로 배포한 글로벌 세계대백과사전의 내용을 기초로 작성된 글이 포함되어 있습니다.